# Francesco Tebaldeschi
Francesco Tebaldeschi (?-1378) est un cardinal italien du XIVe siècle. On trouve son nom de famille orthographié  Thebaldeschi ou Tibaldeschi. Il était surnommé le cardinal de San Pietro.

## Biographie

### Origines et jeunesse
Francesco Tebaldeschi nait à Rome à une date inconnue. Issu d'une famille italienne, il est apparenté  au cardinal Giacomo Stefaneschi (1295). 
Chanoine au chapitre de la basilique Saint-Pierre (plus exactement de l'antique basilique vaticane); puis par la suite son doyen ou prieur.

### Cardinalat
Il est élevé au rang de cardinal-prêtre de S. Sabina lors du consistoire du 22 septembre 1368. Il intègre la curie pontificale alors basée en Avignon le 20 octobre 1368. Chanoine et trésorier du chapitre de la cathédrale de Langres. 
En 1369, en compagnie de quatre autres cardinaux, il est envoyé recueillir solennellement la profession de foi de l'empereur Jean V Paléologue en l'église Santo Spirito in Sassia de Rome. 
Il participe au conclave de 1370, qui élit le pape Grégoire XI. Il est nommé archiprêtre de la basilique vaticane en 1374. Il y créé une chapelle ainsi que trois bénéfices. Légat pontifical à Rome, à Sabina, de la province de Campagna e Marittima, de la province du Patrimoine de Saint Pierre et du duché de Spolète. 
Il participe au conclave de 1378, qui élit le pape Urbain VI.
Il meurt le 20 août ou le 6 ou 7 septembre 1378, à Rome. Il est enterré dans la basilique Saint-Pierre de Rome.

## Source
- (en) Fiche biographique sur fiu.edu